# Вулиця Кармелюка (Нікополь)
Вулиця Кармелюка — вулиця у місті Нікополь. Пролягає від вулиці Богуна до вулиці В'ячеслава Чорновола. 

## Історія
Вулиця виникла у 1983 році та носить назву на честь українського повстанця Устима Кармелюка.